# Stoupec
Der Burgstall Stoupec (tschechisch tvrziště Stoupec) ist eine abgegangene Wasserburganlage im Eisengebirge (Železné hory) in Tschechien. Sie befindet sich anderthalb Kilometer südlich von Březinka in einem Waldgebiet im Okres Chrudim. Der Burgstall wurde lange Zeit als wüstes Augustinerkloster angesehen.

## Lage
Stoupec liegt abseits markierter Wege im Wald zwischen den Dörfern Březinka, Slavkovice, Jetonice und Licoměřice bei der Quelle des Baches Mlýnský potok im Landschaftsschutzgebiet CHKO Železné hory. Südöstlich erhebt sich der Honzíkův vrch (508 m n.m.), im Südwesten die Skála (490 m n.m.).

## Geschichte
Die Feste Stoupec wurde wahrscheinlich während der Regentschaft des Königs Karl I. am Vicemilicer Pass in der Nähe des Kreuzes von fünf Wegen als Wachtstation in dem als unsicher geltenden Eisengebirge angelegt. Der Pass war die passabelste Verbindung aus dem Czaslauer Becken ins Gebirge und zum nahegelegenen Strenitzer Steig zwischen Böhmen und Mähren. Eine Route führte von Lipovec zur Jezírka, die andere vom Dorfplatz an der Kirche von Vicemilice dolní, einem heute als Myší díra (Mäuseloch) bezeichneten tiefen Hohlweg ins Gebirge nach Vícemilice horní; daneben entstanden an den steilen Anstiegen Umgebungswege, die im Laufe der Jahre zu Hohlwegen ausgefahren wurden.   
Die Feste wurde 1389 als Besitz des Slaměnec von Urbanice erstmals schriftlich erwähnt. Der erste Nachweis des Hofes Stoupec erfolgte im Jahre 1394, als König Wenzel IV. den nach dem Tode des Jan von Milíčeves heimgefallenen Hof dem Jan Chrást von Stoupec überließ. Zu Beginn des 15. Jahrhunderts beanspruchte Kunka von Vícemilice die Feste. 1419 überließ Držek von Kratonosy den Hof Stoupec mit einem Anteil von Hošťalovice dem Jan von Čejkovice.
Die Feste, wie auch das nahegelegene, aus sechs Häusern bestehende Dörfchen Hody, wurden wahrscheinlich 1469 während des Böhmisch-ungarischen Krieges beim Einfall der Truppen des Matthias Corvinus nach Böhmen zerstört. 1486 wurde die Feste Stoupec als wüst bezeichnet. Letztmals urkundlich erwähnt wurde die wüste Feste im Jahre 1559. Danach geriet sie in Vergessenheit.

Im 17. oder 18. Jahrhundert bildete sich die Legende heraus, dass auf dem Burgwall im Wald einst ein Kloster gestanden sei. So war 1843 in einer Beschreibung des Dorfes Březinka unter dem Gut Podhořan zu lesen: 

„In dem benachbarten Walde Strupy findet man noch Spuren von einem ehemaligen in unbekannter Zeit zerstörten Kloster regulirter Augustiner-Chorherren. Das Gut Podhořan entrichtet noch jetzt unter dem Namen „Karlshöfer Kammerzins“ jährlich 23 fl. 20 kr. zu Handen des k. k. Religionsfonds. Wahrscheinlich stammt diese Abgabe aus einer Verbindlichkeit der ehemaligen Besitzer gegen das zerstörte Kloster her, dessen geistliche Bewohner Glieder des Prager Augustiner-Klosters am Karlshofe gewesen seyn mögen.“

August Sedláček wies 1865 durch Quellenforschung nach, dass sich am Platz des vermeintlichen wüsten Klosters die Feste Stoupec befand.
Mit der Fertigstellung der neuen Straße zwischen Starý Dvůr und Nový Dvůr verloren 1906 auch die sich bei dem Burgstall kreuzenden alten Wege jegliche Bedeutung.

## Beschreibung
Der gut erhaltene runde Burgstall mit einem Gesamtdurchmesser von 30 m wird von einem tiefen Ringgraben umgeben. Er liegt auf einem flachen, nach Süden leicht aufsteigenden Terrain zwischen den Tälern der Struha und des Starkočský potok. Gegen Süden wurde die Anlage zusätzlich mit einem Außenwall geschützt. Der Ringgraben wurde wahrscheinlich durch kleine Wasserläufe gespeist, deren Verlauf im Gelände südöstlich des Burgstalls noch erkennbar ist; möglicherweise erfolgte die Wasserzuführung von der Struha her, da sich oberhalb der Anlage keine Quellen befinden.
Auf der Fläche des mächtigen Innenhügels befinden sich größere Mengen von Gesteinsbruch, die darauf schließen lassen, das ein Teil der Anlage steinern war. Da von den Innenbauten fast keine Reste erhalten sind, waren sie mit hoher Wahrscheinlichkeit aus Holz. Westlich des Ringgrabens sind Mauerreste einiger kleinerer Gebäude mit Hohlräumen von Kellern erhalten, wahrscheinlich erfolgte von dieser Seite über eine Brücke der Zugang zur Feste.
Innerhalb der Anlage gab es keine Quelle. Der Trinkwasserversorgung der Besatzung diente ein hölzerner Brunnen nördlich des Walles an einer der Quellen des Mlýnský potok. Wenige Meter nordwestlich der Feste befand sich, ebenfalls am Mlýnský potok, eine Viehtränke; der kleine rechteckige Teich war noch bis in die 1960er Jahre vorhanden, heute befindet sich dort ein mit Espen bewachsener Sumpf. Ca. 500 m nordöstlich des Burgstalls befinden sich in der Flur V rybníčkách die Überreste von zwei kleineren Fischteichen.
Die Überreste des Hofes Stoupec und des mittelalterlichen Dorfes Hody werden südlich bzw. östlich des Burgstalls vermutet.